# ID-Judo

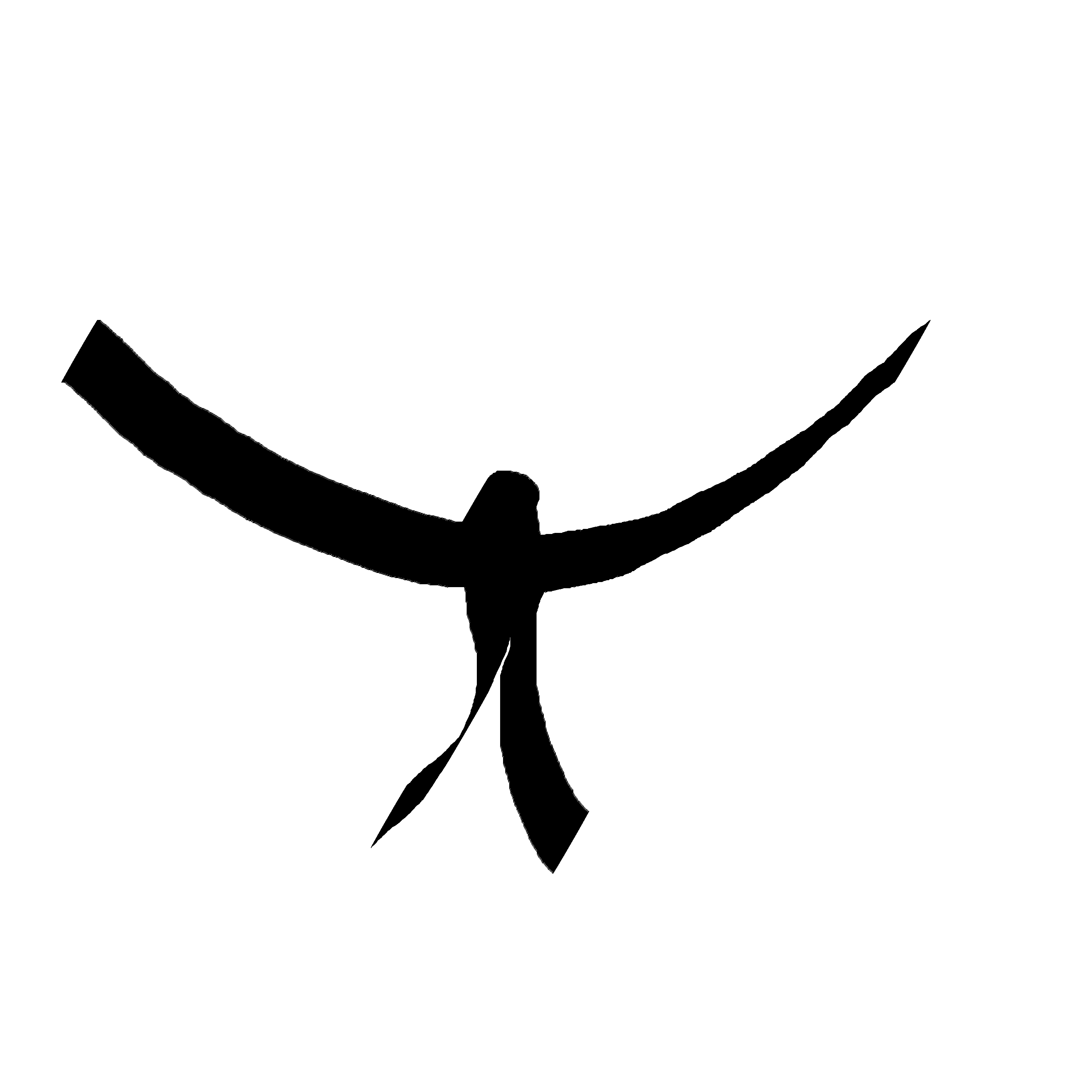

ID-Judo ist die Judovariante für Menschen mit einer geistigen Beeinträchtigung. Sie ist bei den Special Olympics vertreten.

## Geschichte
Bis 2018 wurde der Begriff G-Judo in Deutschland verwendet. Der Internationale Begriff „ID“ steht hier für „intellectual disability“. Nach heutigem Stand wurde ID-Judo in den Niederlanden entwickelt. Die freie Übersetzung wird oft mit: „Judo mit einem Handicap“ oder auch: „Gehandicapt Judo“ benannt. In Deutschland wird ID-Judo seit Ende der 1970er Jahre praktiziert. Vorreiter dabei waren in Deutschland Lothar und Erika Claßen vom Judoclub Grenzach-Wyhlen und in Bayern Alwin Brenner von den Sportfreunden Harteck München.

## Unterschiede zum regulären Judo
Die Regeln des ID-Judo wurden auf die Besonderheit der geistigen Beeinträchtigung der Athletinnen und Athleten angepasst. Würge- und Hebeltechniken sind dabei verboten. Der Griff um den Hals und darauf folgende Würfe werden nicht gewertet.
Die Einteilung finden nach einer Skill-Bewertung, in unterschiedenen Wettkampfklassen statt. In Deutschland sind das die drei Wettkampfklassen: Wk I, Wk II und Wk III
Die Wk I–III Bezeichnung in der Vergangenheit:
Wk I Judoka, die aufgrund ihrer Beeinträchtigung auch mit nicht beeinträchtigten Judoka trainieren und Judo-Techniken gut umsetzen können. Diese Judoka können 80 bis 100 % der im Judo-Skill-Test beschriebenen Techniken ausführen. Das Verständnis der Sportart Judo und das Ziel des Wettbewerbes ist diesen Athleten einsichtig.
Wk II Judoka, die aufgrund ihrer Beeinträchtigung Judo-Techniken eingeschränkt umsetzen können und in Beeinträchtigtengruppen trainieren. Diese Judoka können 50 bis 80 % der im Judo-Skill-Test beschriebenen Techniken ausführen. Das Verständnis der Sportart Judo und das Ziel des Wettbewerbes ist diesen Athleten im Grundsatz bekannt.
Wk III Judoka, die aufgrund ihrer Beeinträchtigung Judo mehr als Spielform ausüben. Diese Judoka können weniger als 50 % der im Judo-Skill-Test beschriebenen Techniken ausführen. Das Verständnis der Sportart Judo und das Ziel des Wettbewerbes ist diesen Athleten in der Regel nur eingeschränkt verständlich.
Die Wk I–III Bezeichnung nach aktuellen Stand (1. Januar 2019):
Wettkampfklasse I
ID-Judoka, die auch mit nicht beeinträchtigten Judoka trainieren und Judo-Techniken gut umsetzen können
Das Verständnis der Sportart Judo und das Ziel des Wettbewerbes ist diesen Athleten einsichtig.
Wettkampfklasse II
ID-Judoka, die Judo-Techniken eingeschränkt umsetzen können und in Beeinträchtigtengruppen trainieren
Das Verständnis der Sportart Judo und das Ziel des Wettbewerbes ist diesen Athleten im Grundsatz bekannt.
Wettkampfklasse III
ID-Judoka, die Judo mehr als Spielform ausüben
Das Verständnis der Sportart Judo und das Ziel des Wettbewerbes ist diesen Athleten in der Regel nur eingeschränkt verständlich.

## Judowerte
Der Deutsche Judo-Bund hat insgesamt 10 Werte herausgestellt, die durch Judo in besonderer Weise vermittelt werden können. Diese sollen durch die Judovereine gelebt und verbreitet werden. Im ID-Judo bieten diese Judowerte auch einen weiteren guten Rahmen der Persönlichkeitsbildung. Die Werte werden ebenso in Leichte Sprache vermittelt und durch Zeichnungen besonders einfach dargestellt.
Die Judowerte sind:
Höflichkeit, Hilfsbereitschaft, Ehrlichkeit, Ernsthaftigkeit, Respekt, Bescheidenheit, Wertschätzung, Mut, Selbstbeherrschung und Freundschaft.

## Wettkämpfe und Wettbewerbe

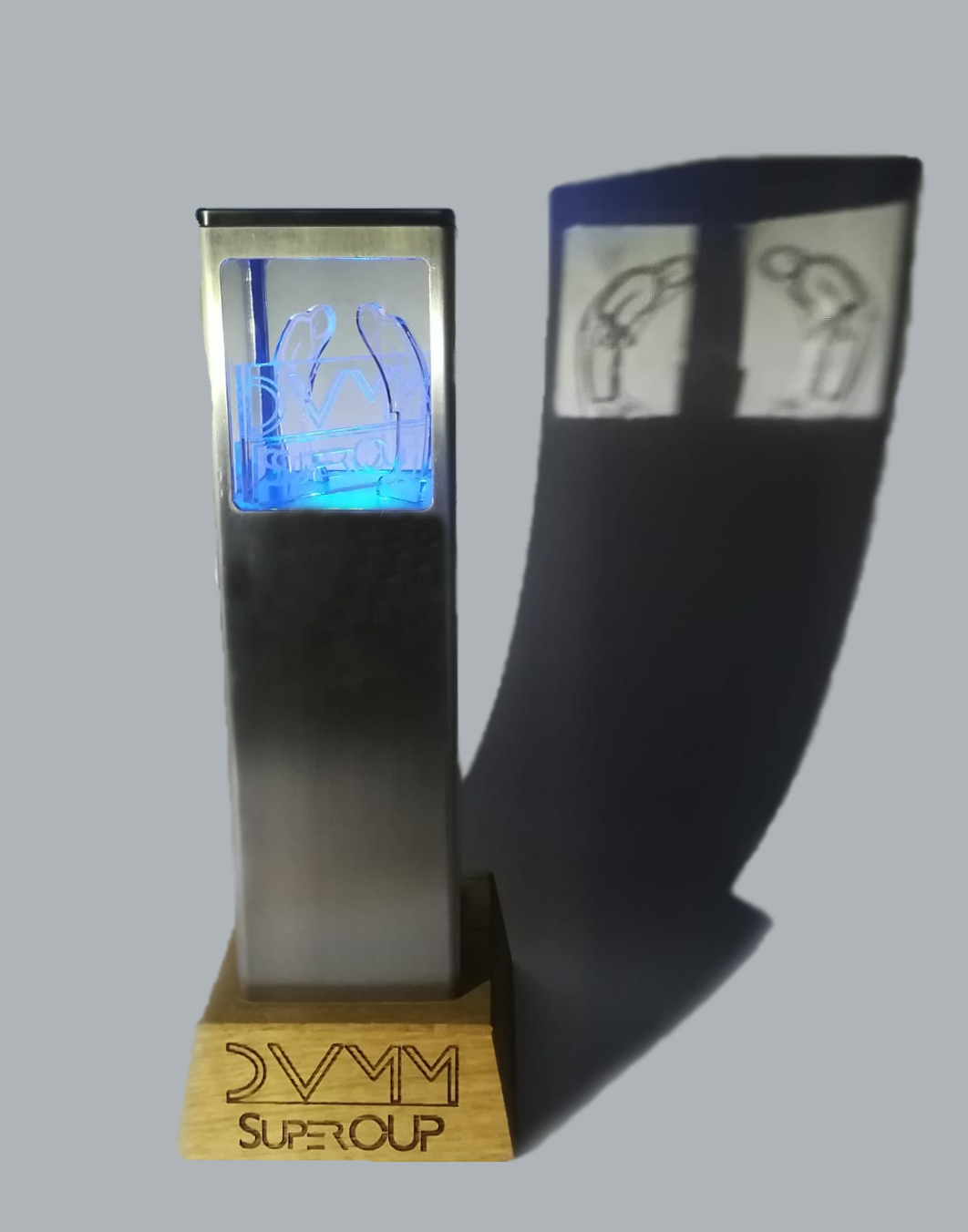
SuperCUP Wanderpokal

Die ID-Wettbewerbe werden regional und national durchgeführt. In Deutschland gibt es die Wettbewerbe als IDEM (Internationale Deutsche Einzelmeisterschaft), DVMM (Deutsche Verbandsmannschaftsmeisterschaft). Am 13. November 2004 fand dabei der erste Länderpokal mit einer Wettkampfklasse statt, dieser wurde 2006 in die DVMM umbenannt. Bei der 16. Deutschen Verbands-Mannschaftsmeisterschaft in München, 16. November 2019, wurde weltweit erstmals ein Mixteam im ID-Judo in den Wettbewerb mit aufgenommen. In dem Mixteam starten drei Damen und fünf Herren in unterschiedlichen Gewichtsklassen und kämpfen dabei den SuperCUP aus. Dieser Wanderpokal ging erstmals an das Team Bayern.
2017 wurde die erste Weltmeisterschaft im ID-Judo in Köln ausgerichtet. 2018 folgte die Europameisterschaft in London; die 2. Europameisterschaft wurde 2019 erneut in Köln ausgerichtet. Der Wettbewerb soll nun alle vier Jahre stattfinden.

## Prüfungs- und Wettkampfordnung
Seit 2007 gibt es eine allgemein gültige Kyu-Prüfungsordnung. Im November 2016 wird von der Mitgliederversammlung des Deutschen Judo-Bundes (DJB) eine Dan-Prüfungsordnung (1. Dan) für ID-Judoka beschlossen.
Seit 2008 entsteht die erste Wettkampfordnung. Diese wird nach den aktuellen Gegebenheiten angepasst.

## Kaderlehrgänge und Weiterbildungen
Die einzelnen Landesverbände bereiten sich für verschiedene Meisterschaften in Kaderlehrgängen vor. Ebenso unterstützt der Deutsche Judo-Bund durch Weiterbildungen, Strukturen zu schaffen, die den Bereich Para Judo und ID-Judo fördern und weiter verbreiten. 2019 wurde das Projekt „Judo für ALLE“ ins Leben gerufen. Dabei wird der DJB von Aktion Mensch finanziell unterstützt.

## ID-Judo bei Special Olympics
ID-Judo wurde bei den Special Olympics als Demonstrationssportart erstmals in Dublin 2003 vorgestellt. Ab Shanghai 2007 war ID-Judo im offiziellen Wettbewerb und ist seitdem alle vier Jahre bei den Special Olympics vertreten: Athen 2011, Los Angeles 2015 und Abu Dhabi 2019. Im Jahr 2023 richtete Deutschland die Special Olympics Weltspiele in Berlin aus, auch hier wurde ID-Judo angeboten. Der nächste Austragungsort der Weltspiele ist Chiles Hauptstadt Santiago im Jahr 2027.

## Trainer des Jahres
Die Aktion vom Deutschen Judo-Bund und dem Judo-Magazin wird in zwei Kategorien seit 2006 vergeben. Mit der Auszeichnung werden die Persönlichkeit beziehungsweise das Lebenswerk sowie die Vorbildfunktion gewürdigt.
In der Kategorie „Nachwuchs-Leistungssport“ wird ein Trainer gesucht, der im Nachwuchsbereich herausragende Arbeit geleistet hat. Dazu zählen Erfolge der von ihm betreuten Athleten, sowie die Motivation zu einer langfristigen Sportkarriere, die Förderung sozialer Komponenten wie Schule und Ausbildung, die Mitwirkung an der Persönlichkeitsentwicklung und die entwicklungsgerechte Steigerung der sportlichen Leistung.
In der Kategorie „Besonderes Engagement“ wird der Preis vergeben an einen ehrenamtlichen Trainer, der an der Basis tätig ist und sich in einem besonderen Maß engagiert. Bei der Auswahl berücksichtigt werden vor allem das Engagement im sozialen oder gesellschaftlichen Bereich für andere Menschen und das Handeln entsprechend den von Jigoro Kano vorgegebenen Prinzipien des Judos.
Vorschläge können von Einzelpersonen, Vereinen und Verbänden oder sonstigen Organisationen des Sports eingereicht werden.
Folgende Personen erhielten im Umfeld von ID-Judo die Auszeichnung „Trainer des Jahres“:
- 2011 Alwin Brenner, SF Harteck Hornets München[23]
- 2017 Thomas Hofmann, Budo Club Mühlheim.[24]
- 2018 Gabi Gramsch, 1. Budokan Hünxe[25]
- 2019 Yusuf Güngörmüs, SF Harteck Hornets München[26]
- 2022 Christian Zeilermeier, SF Harteck Hornets München[27][28]

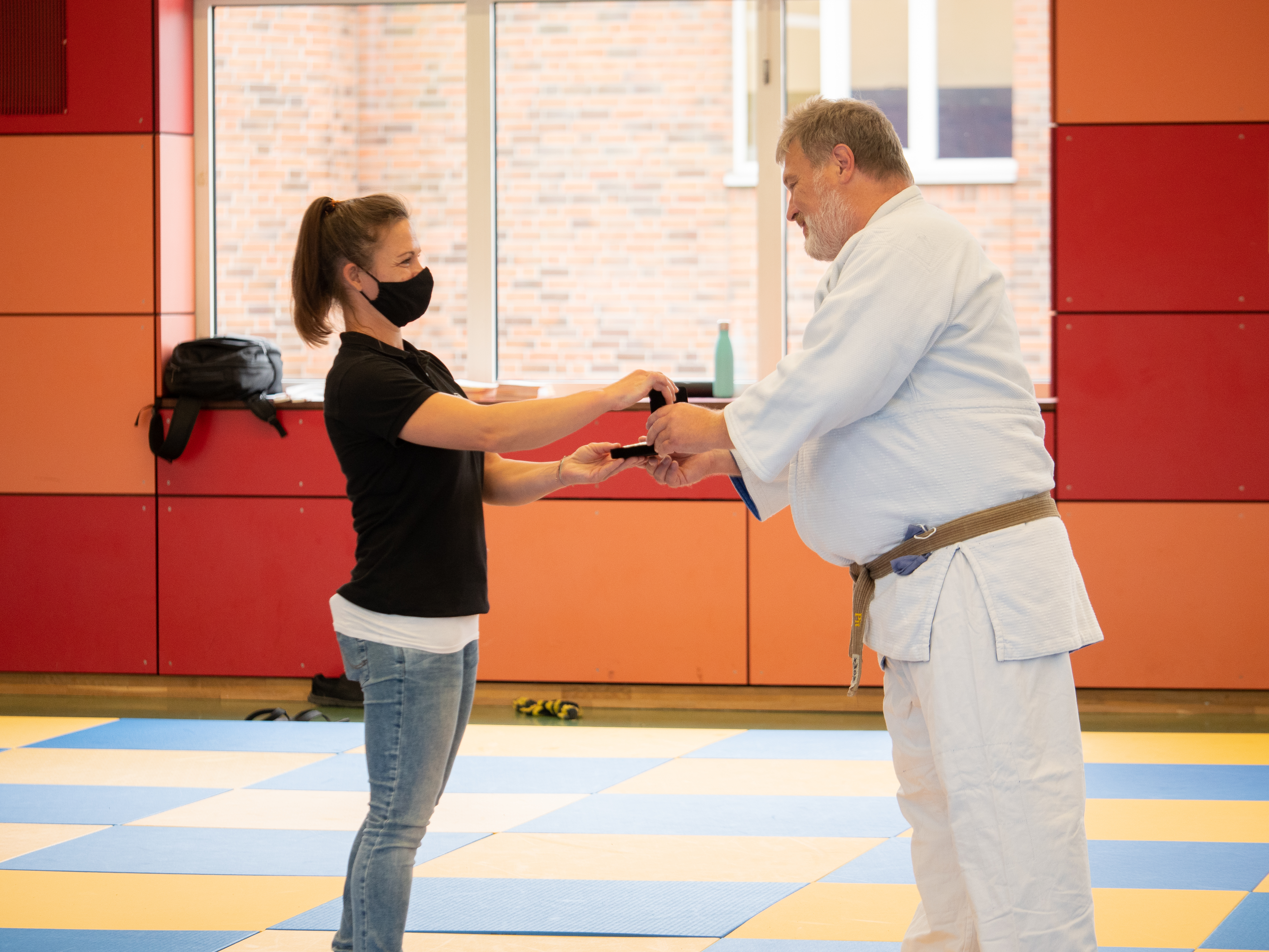
Maria Deimel bei der Trainerfortbildung in Hamburg

## Weitere Auszeichnungen im Rahmen des ID-Judo
Folgende Personen erhielten im Umfeld von ID-Judo Auszeichnungen:
- 2020 Maria Deimel (Deutscher Judo-Bund) erhielt vom Verein zur Unterstützung benachteiligter Judoka die Ehren-Medaille im Rahmen der DJB-Maßnahme Trainerfortbildung Inklusion (Aktion Mensch / Judo für ALLE) am 26. September 2020 erstmals verliehen.[29] Die Projektreferentin war Projektverantwortlich für die Umsetzung der Broschüre „Judo für ALLE“ und der Einführung der Leichten Sprache auf Kommunikationsebene und Informationsmaterial.[30]

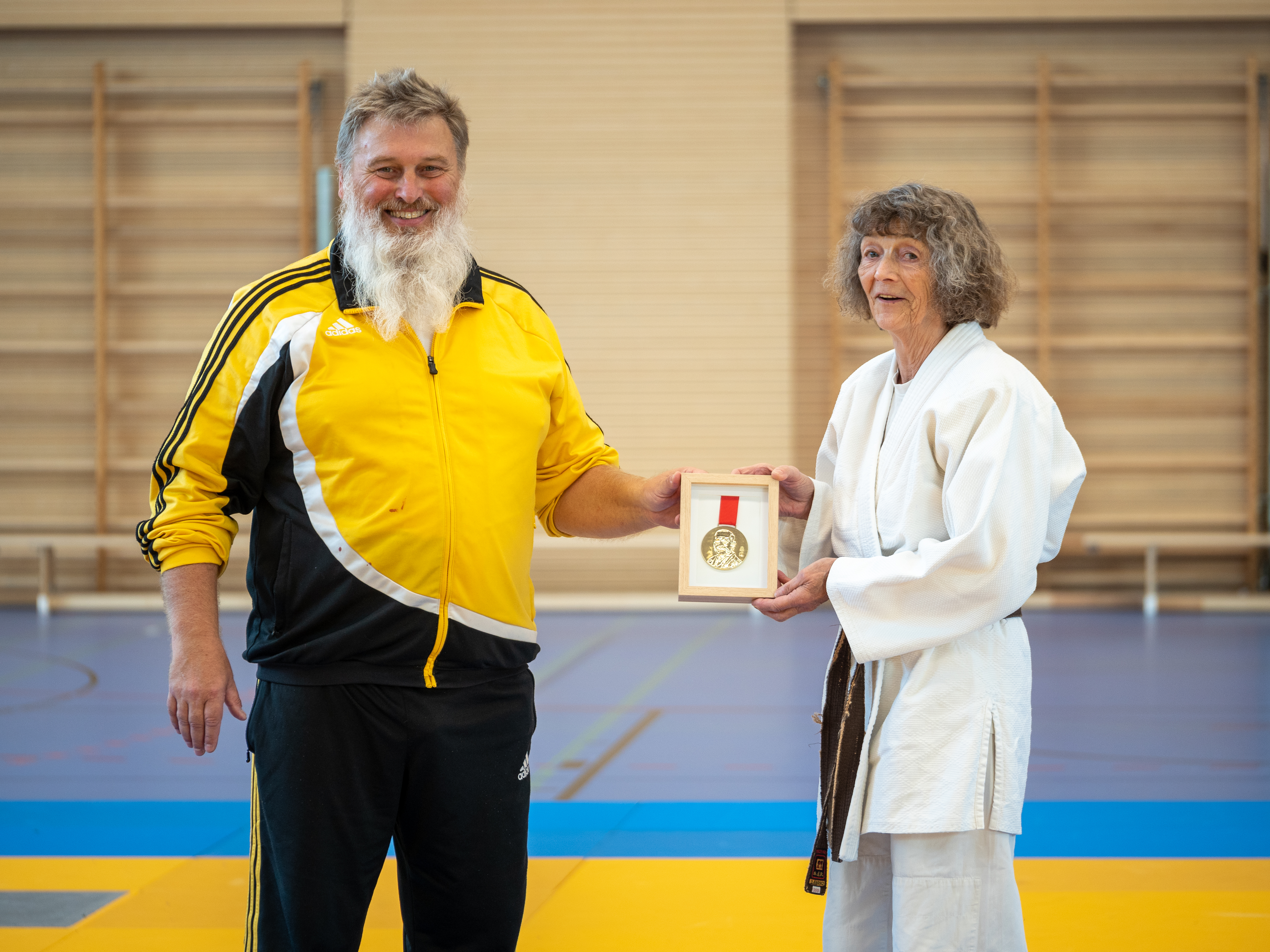
Erika Claßen bei der Trainerfortbildung in München

- 2021 Erika Claßen (Grenzach-Wyhlen) erhielt vom Verein zur Unterstützung benachteiligter Judoka die Ehren-Medaille im Rahmen der DJB-Maßnahme Trainerfortbildung Inklusion (Aktion Mensch / Judo für ALLE) am 9. Oktober 2021 in München erstmals verliehen.[31] Erika und Lothar Claßen vom Judoclub Grenzach-Wyhlen waren die treibende Kraft in den Anfängen des Deutschen ID-Judo. Bis heute steht sie auf und neben der Matte, um ihren Schützlingen Judo näher zu bringen.

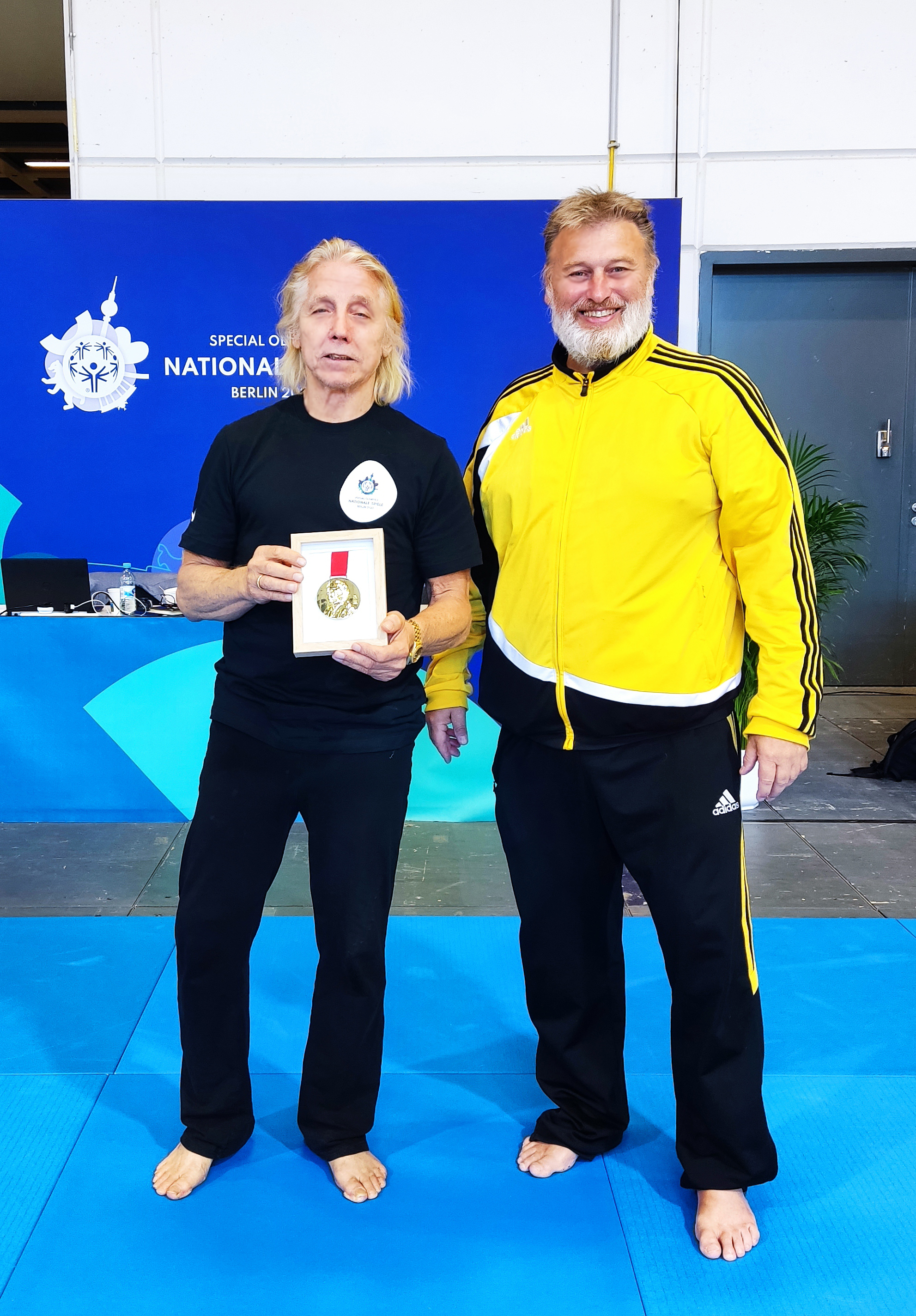
Wolfgang Janko bei der Special Olympics, Berlin

- 2022 Wolfgang Janko (Nordrhein-Westfälischer Judo-Verband) erhielt vom Verein zur Unterstützung benachteiligter Judoka die Ehren-Medaille im Rahmen der Special Olympics Nationalen Spiele, Berlin am 22. Juni 2022 erstmals verliehen. Der ID-Judo Pionier mit dem 7. Dan (Deutscher Judo-Bund) arbeitet seit den 1970er-Jahren als Trainer und in verschiedenen Gremien für den Judosport; insbesondere für den ID-Judo Bereich. Er ist seit den Nationalen Spielen in Frankfurt 2002 Nationaler Koordinator Judo bei Special Olympics Deutschland. Seit 1985 gehört er als Ressortleiter Behindertensport dem Verbandsausschuss des NWJV an. Bis zu seinem Renteneintritt war Janko Schulleiter an der Christian Zeller-Schule, Förderschule mit dem Förderschwerpunkt emotionale und soziale Entwicklung, in Duisburg.[32]

- 2023 Frank Schuhknecht (1. Budokan Hünxe, Nordrhein-Westfalen) erhielt vom Verein zur Unterstützung benachteiligter Judoka die Ehren-Medaille im Rahmen der Internationale Deutsche Einzelmeisterschaften ID – Judo, Neubrandenburg am 13. Mai 2023 erstmals verliehen. Der ehemalige Bundesligakämpfer steht seit 20 Jahren als ID-Trainer, Funktionär auf und neben der Judomatte. Seit 2017 ist er Landestrainer der ID-Judokas in Nordrhein-Westfalen sowie zuständiger Leistungssportkoordinator Behinderten- und Rehabilitationssportverband Nordrhein-Westfalen. Seine Athletinnen und Athleten konnten zahlreiche Erfolge, sowohl national als auch international in der Einzel- und Mannschaftsbewertung erreichen.

„Mir macht es Freude die ID-Judoka zu unterstützen, egal welchen Erfolg sie dabei haben!“, so der seit 1972 praktizierende Judoka, gegenüber dem Vorstand des Fördervereins.

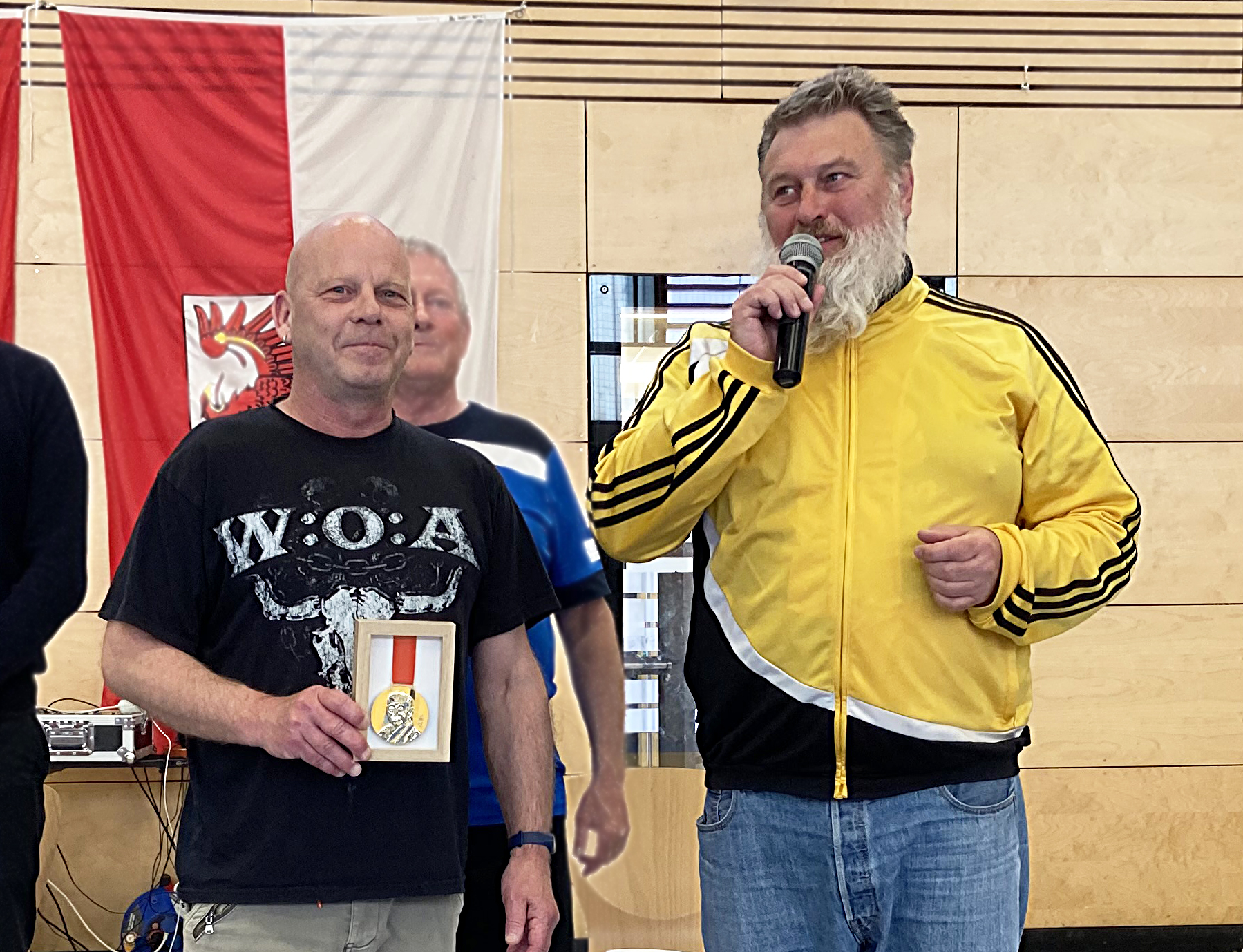
Ehrung von Frank Schuhknecht während der IDEM im ID-Judo 2023

- 2024 Cornelia Glaßen/ DJB Referentin erhielt vom Verein zur Unterstützung benachteiligter Judoka die Ehren-Medaille im Rahmen der DVMM im ID-Judo, Norderstedt am 2. November 2024 erstmals verliehen. Die ehrenamtliche Referentin des Deutschen Judo Bund hatte bereits vor über 40 Jahren erste Erfahrungen im ID-Judo durch das Engagement der Eltern erfahren dürfen. Aus der langjährigen Praxis beim Judoclub Grenzach-Wyhlen und dem reichen Erfahrungsschatz mit Menschen mit einer geistigen Behinderung, konnten von ihr federführend Strukturen in Deutschland aufgebaut werden. Zuletzt die neue DJB-Graduierungsordnung für ID-Judoka die während der Mitgliederversammlung des Deutschen Judo-Bundes e.V. in Hamburg am 12. Oktober 2024 verabschiedet wurde.

Folgende Personen erhielten im Umfeld von ID-Judo die Auszeichnung „Verdienstorden der Bundesrepublik Deutschland“:
- 2012 Erika Claßen (Grenzach-Wyhlen)[34]

- 2020 Yusuf Güngörmüs (Sportfreunde Harteck München)[35]

- 2021 Alwin Brenner (Sportfreunde Harteck München)[36]

## Erfolgreiche Judoka
- Stefanie Drescher
- Lara Holzmüller
- Timo Karmasch
- Andrea Kuhne
- Alessia Schmidt
- Jasmin Siebelitz
- Bastian Wind